# Fênix
Fênix è un comune del Brasile nello Stato del Paraná, parte della mesoregione del Centro Ocidental Paranaense e della microregione di Campo Mourão.